# Pterinochilus alluaudi
Pterinochilus alluaudi é uma espécie de aranha pertencente à família Theraphosidae (tarântulas).